# Саули, Джулио
Джулио Саули (итал. Giulio Sauli; Генуя, 1578 — Генуя, 1668) — дож Генуэзской республики.

## Биография
Родился в Генуе в 1578 году, с юности посвятил себя юридической науке, пополнял свои знания в ряде европейских стран, таких как Франция, Испания, Швейцария и Фландрия. Вернувшись в столицу республики, Джулио был вовлечен в судебный процесс по поводу захвата собственности. В результате был изгнан из Генуи на пять лет, в течение которых служил мэром поселка на Корсике.
Он вернулся в Геную, где в возрасте 36 лет получил первую государственную должность. В 1627-1629 годах служил губернатором Корсики. По протекции Банка Сан-Джорджо Джулио был избран в Сенат.
Саули был избран дожем 12 октября 1656 года, став одновременно королём Корсики.
Годы правления Джулио Саули были отмечены новой вспышкой чумы, которая затронула весь Лигурийский регион. От предшественника он унаследовал работы по строительству гостиницы для бедных, однако работы были приостановлены с началом эпидемии чумы.
После окончания срока полномочий занимал ряд важных государственных должностей. Он умер в Генуе в 1668 году и был похоронен в базилике Санта-Мария-Ассунта-ди-Кариньяно.